# 東畑幸多
東畑 幸多（とうはた こうた、1975年8月18日 - ）は、日本のクリエイティブディレクター、CMプランナー。

## 人物
1975年東京都生まれ。1994年慶應義塾高等学校卒業。1998年慶應義塾大学環境情報学部卒業、電通入社。クリエイティブ局に配属され、多数のCM制作に携わり、様々な功績を残す。同期入社に脚本家・CMディレクターの大宮エリーがいる。主な仕事に、九州新幹線全線開業「祝!九州」など。宣伝会議コピーライター養成講座などで講師を務める。
2022年1月、電通を退社して独立することを自身のTwitterで報告した。

## 主な作品

### CM
- HONDA GO,Vantage Point. 「CIVIC」「HondaJet」ONE OK ROCK ×　庵野秀明
- サントリー天然水　宇多田ヒカル「水の山行ってきた」
- ヨーグリーナ、プレミアムモーニングティー、他
- GINZA SIX オープニングCM　椎名林檎×トータス松本「目抜き通り」
- JR九州「祝!九州縦断ウェーブ」
- 家庭教師のトライ　ハイジ
- 日清カップヌードル　「いまだ！バカやろう」ビートたけし他
- チキンラーメン　アクマのキムラー、ぐで垣結衣
- 日本郵政　年賀状　「嵐・そうか！平成30年か！」
- ニッセイ　平昌オリンピックパラリンピック　ゆず2018
- 国立競技場FAINAL SAYONARA国立　for the future
- リクルートポイント　マラソン「すべての人生が素晴らしい」
- 日清カップヌードル「BOIL JAPAN.」（2011）「SURVIVE!」キャンペーン（2013）
- トヨタ自動車「ReBORN 信長と秀吉」（2011-）
- 味の素グループ企業広告「日本のお母さん」（2013）
- 日本放送協会「Eテレ クラッチ」（2012）
- ライオン「タイムスリップ家族」（2011）
- サントリーBOSS「ゼロの頂点」（2011）
- JCB「買い物は、世界を救う。」（2010-）
- 江崎グリコ「OTONA GLICO・25年後の磯野家」（2008-09）
- リクルート「山田悠子の就職活動」（2006）

## 主な受賞
- 2018TCC「Honda Go,Vantage Point.」
- 2017ACCゴールド「GINZA SIX」
- 2014カンヌライオンズ　ゴールド、シルバー、ブロンズ
- 2013ACCグランプリ　トヨタ自動車「ReBORN」
- 2012ACCグランプリ（九州新幹線全線開業「祝！九州」
- 2009年クリエイター・オブ・ザ・イヤー（「OTONA GLICO」）
- 2012年TCCグランプリ（「祝!九州」）
- 2009年TCCグランプリ
- ACC金・銀・銅賞
- ACCベストプランナー賞
- ADC賞
- 広告電通賞グランプリ
- カンヌライオンズ・金賞・銀賞・銅賞